# Entombed
Entombed is een Zweedse deathmetalband, in 1987 opgericht onder de naam Nihilist. Hoewel Entombed begon als een van de pioniers van Zweedse death metal, werd hun geluid begin jaren 90 uitgebreid met hardcore punk en andere stijlen. Deze nieuwe stijl zou uiteindelijk death-'n-roll gaan heten.

## Geschiedenis
Het eerste album van Entombed was Left Hand Path, een album dat een cultstatus verwierf en de band een gevestigde naam bezorgde. Het volgende album, Clandestine, werd even populair. Deze twee eerste elpees waren uniek vanwege de aanwezigheid van het "elektrische zaag"-gitaargeluid, dat werd gemaakt met een Boss Heavy Metal HM-2 distortion pedaal, een Boss DS-1 en een Peavey bandit 30 watt versterker.
Na de tournee Gods of Grind wijzigde Entombed haar geluid in een mengeling van hardrock en deathmetal welke de naam death-'n-roll heeft gekregen. Hoewel veel fans zich hierdoor van de band afkeerden, bezorgde het de band wel een reputatie in de meer gangbaarder muziekscene. Wolverine Blues en Hollowman worden in brede kring gezien als klassiekers in de deathmetal van begin jaren 90. Hierna kreeg de band problemen met diverse platenmaatschappijen.
Het in 1998 verschenen Same Difference was het eerste album zonder hoofd songwriter, drummer en lid van het eerste uur Nicke Andersson, die de band verliet om zich op The Hellacopters te concentreren. Hij werd opgevolgd door Peter Stjärnvind. In 1999 bracht Entombed Uprising, een anti-commerciële terugkeer naar de wortels van de band. Opvolger Morning Star was op haar beurt een terugkeer naar de stijl van Hollowman en Wolverine Blues.
In 2009 toerde Entombed met Merauder en de Nederlandse metalband Devious. Begin september 2010 werd bekend dat Nico Elgstrand voortaan gitaar zal spelen. Victor Brandt, die in 2009 al eenmalig met de and had meegespeeld, wordt de nieuwe bassist.
Sindsdien hebben ze nog de volgende cd's uitgebracht:
- Inferno (2003), een voortzetting van de "death-'n-rollstijl" die karakteristiek is geworden.
- De ep When in Sodom, uitgebracht op 6 juni (06/06/06),
- De cd Serpent Saints - The Ten Amendments werd op 9 juli 2007 uitgebracht. Dit is de eerste uitgave van de band met drummer Olle Dahlstedt (van Alpha Safari en Misery Loves Co.), die Stjärnvind in 2006 verving, en ook de eerste zonder Uffe Cederlund die nu lid is van Disfear.

## Leden

### Huidig
- Nico Elgstrand - gitaren
- Alex Hellid - gitaren
- Olle Dahlstedt - slagwerk
- Victor Brandt - basgitaar

### Voormalige leden periode Nihilist/Entombed
- Lars Göran Petrov - zang (overleden 7 maart 2021[3])
- Leffe Cuzner - gitaren
- Jörgen Sandström - bas
- Zoran - bas
- Lars Rosenberg - bas
- Nicke Andersson - slagwerk, zang, bas, zang
- Peter Stjärnvind - slagwerk
- Johnny Dordevic - zang
- Johnny Hedlund - bas
- David Blomqvist - gitaren
- Uffe Cederlund - gitaren, bas, achtergrondzang

### Sessie- en gastleden
- Fred Estby - zang
- Matti Kärki - zang
- Orvar Säfström - zang
- Peder Carlsson - harmonica
- Anders Lindström - leadgitaar
- Daniel Rey - zang
- Östen Warnebrin - zang

## Discografie
| - Left Hand Path (1990) - Clandestine (1991) - Wolverine Blues (1993) - DCLXVI: To Ride Shoot Straight and Speak the Truth (1997) - Entombed (Compilatie, 1997) - Monkey Puss (Live in London) (1998, opgenomen in 1992) - Same Difference (1999) - Uprising (1999) - Morning Star (2001) - Sons of Satan Praise the Lord (Compilatie, 2002) - Inferno (2003) - Unreal Estate (Live, 2004) - Serpent Saints - The Ten Amendments (2007) | - But Life Goes On (Demo, 1989) - Crawl (ep, 1990) - Stranger Aeons (ep, 1991) - Hollowman (ep, 1993) - Out of Hand (ep, 1993) - Full of Hell (Promo, 1993) - Contempt (Promo, 1993) - Night of the Vampire (met New Bomb Turks, 1995) - Wreckage (ep) (ep, 1997) - Black Juju (ep, 1998) - When in Sodom (ep, 2006) - Nihilist: Complete Demos 1987-1989 (2005) Collectie van alle Nihilist opnames, waaronder de eerste demo But Life Goes On. |